# Minori Naito
Minori Naito (26 de abril de 1994) é uma jogadora de softbol japonesa, que joga na posição de interbase.

## Carreira
Naito compôs o elenco da Seleção Japonesa de Softbol Feminino nos Jogos Olímpicos de Verão de 2020 em Tóquio, onde se consagrou campeã com a conquista da medalha de ouro.